# Craig Mazin
Craig Mazin (New York, 8 aprile 1971) è uno sceneggiatore, produttore cinematografico e regista statunitense.

## Biografia
Nato nell'aprile 1971 nel borough newyorkese di Brooklyn da una famiglia di origine ebraica, ha studiato per tutto il periodo scolastico, una volta diplomatosi si è iscritto alla prestigiosa università di Princeton, dove nel 1992 ha conseguito una laurea in psicologia. A metà anni novanta ha intrapreso la carriera dell'intrattenimento televisivo prima, lavorando poi come supervisore agli scritti e alla produzione di vari film per conto della Walt Disney Company.
Dal 2000 ha lavorato quasi esclusivamente su gestazione della Dimension Films e della Miramax Films, firmando titoli come Scary Movie 3, Scary Movie 4. Nel 2004 è stato eletto presidente del consiglio d'amministrazione della Writers Guild of America West, il suo mandato è cessato nel settembre 2006, poiché egli non ha ripresentato la candidatura. Assieme all'ex collega della Writers Guild of America (WGA) Ted Elliott, gestisce un sito web dove vengono curati i problemi relativi al lavoro degli sceneggiatori.
Nel luglio 2017, HBO e Sky hanno annunciato la realizzazione di Chernobyl, miniserie in cinque parti ideata e scritta da Mazin sul Disastro di Černobyl'. La serie è stata girata in Lituania e Ucraina e racconta non solo la tragedia ma anche i tentativi di insabbiamento successivi all'esplosione del nocciolo,  con la successiva contaminazione di un'area vasta migliaia di chilometri.
Mazin è stato nominato co-sceneggiatore e co-produttore esecutivo per l'adattamento televisivo del videogioco The Last of Us per HBO nel marzo 2020. HBO ha dato il via alla produzione nel novembre seguente.

## Filmografia

### Sceneggiatore

#### Cinema
- Come ho conquistato Marte (Rocketman), regia di Stuart Gillard (1997)
- Effetti collaterali (Senseless), regia di Penelope Spheeris (1998)
- Scary Movie 3 - Una risata vi seppellirà (Scary Movie 3), regia di David Zucker (2003)
- Scary Movie 4, regia di David Zucker (2006)
- Superhero - Il più dotato fra i supereroi (Superhero Movie), regia di Craig Mazin (2008)
- Una notte da leoni 2 (The Hangover: Part II), regia di Todd Phillips (2011)
- Io sono tu (Identity Thief), regia di Seth Gordon (2013)
- Una notte da leoni 3 (The Hangover: Part III), regia di Todd Phillips (2013)
- Il cacciatore e la regina di ghiaccio (The Huntsman: Winter's War), regia di Cedric Nicolas-Troyan (2016)

#### Televisione
- Chernobyl – miniserie TV, 5 puntate (2019)
- Mythic Quest - serie TV, episodio 2x6 (2021)
- The Last of Us – serie TV, 15 episodi (2023-2025)

### Produttore
- The Specials, regia di Craig Mazin (2000)
- Scary Movie 4, regia di David Zucker (2006)
- Scuola per canaglie (School for Scoundrels), regia di Todd Phillips (2006)
- Superhero - Il più dotato fra i supereroi (Superhero Movie), regia di Craig Mazin (2008)
- Free Birds - Tacchini in fuga (Free Birds), regia di Jimmy Hayward (2013)

### Regista

#### Cinema
- The Specials (2000)
- Superhero - Il più dotato fra i supereroi (Superhero Movie) (2008)

#### Televisione
- The Last of Us – serie TV, episodi 1x01-2x01 (2023-2025)

## Riconoscimenti

### Premio Emmy[8]
- 2019:
  - Miglior miniserie per Chernobyl
  - Miglior sceneggiatura di una miniserie o film per la televisione per Chernobyl
- 2023:
  - Candidatura per la miglior serie drammatica per The Last of Us
  - Candidatura per la miglior sceneggiatura in una serie drammatica per l'episodio Molto, molto tempo da The Last of Us